# ولاية نصراوة
ولاية نصراوة هي إحدى الولايات الست وثلاثين المكونة لنيجيريا. الإنجليزية هي اللغة الرسمية.